# Brasão de Naviraí
O brasão que representa a cidade de Naviraí, no estado de Mato Grosso do Sul, é um dos três símbolos oficiais do município de Naviraí juntamente com a bandeira e o hino. Foi criado através da lei número 38/70 de 3 de outubro de 1970.

## Características
O Brasão do município de Naviraí constitui-se de treze elementos. Ao topo, vê-se a depicção da fachada de um castelo, com suas ameias em destaque. Na parte de cima do quadrado abaixo estão representados dois desenhos de berrantes, que simboliza a pujança da pecuária local. No rodapé do quadrado há dois desenhos de arados, que simboliza a pujança da agricultura. No meio do quadrado há um mastro preto com uma planta cinza enrolada, o que simboliza a terra fértil da região. Do lado direito há um pé de algodão e do lado esquerdo encontra-se um pé de frutas vermelhas. Abaixo deles há sete toras redondas de cor verde escura e amarela, sendo uma do lado da outra em formato circular. Nas laterais das toras enfileiradas, por sua vez, encontram-se dois serrotes, um em cada ponta, que simboliza a instalação das primeiras serrarias locais. Por fim, a fita em cor vermelha na parte inferior na figura aponta para a data de emancipação de Naviraí com o lema escrito em letras menores abaixo do nome do município: Ordem, Trabalho, Progresso.